# Salomão Ribas Júnior
Salomão Antônio Ribas Junior (Caçador, 24 de abril de 1945 – Florianópolis, 15 de setembro de 2024) foi um radialista, advogado, escritor e político brasileiro.
Foi deputado à Assembleia Legislativa de Santa Catarina na 10ª legislatura (1983 — 1987) e na 11ª legislatura (1987 — 1991), como suplente convocado, eleito pelo Partido Democrático Social (PDS).

## Vida
Filho de Salomão Antônio Ribas e de Olinda Ribas, morou em Curitiba e no Rio de Janeiro, onde bacharelou-se em direito pela Universidade Federal Fluminense, em 1972. É radialista e jornalista provisionado, tendo atuado na imprensa como profissional e como colaborador de jornais, revistas, rádios e TVs.
Faleceu no dia 15 de setembro de 2024, em sua casa em Florianópolis. 

## Carreira
Salomão Ribas Junior fez parte do primeiro escalão de vários governos catarinenses. Entre 1975 e 1986, ocupou os seguintes cargos:
- Secretário da Educação (1975 a 1977)
- Secretário da Casa Civil (1977 a 1979)
- Consultor Geral do Estado (1979 a 1980)
- Secretário da Saúde e Promoção Social (interino)
- Secretário de Imprensa (interino)
- Secretário da Cultura, Esporte e Turismo (1985 a 1986).

Foi membro do primeiro conselho consultivo da Fundação Catarinense de Cultura e membro do Conselho Estadual de Cultura (1978 a 1982), do Conselho Estadual de Educação (1977 a 1982), e do Conselho de Tecnologia e Meio Ambiente (1977 a 1979). 
Foi deputado à Assembleia Legislativa de Santa Catarina na 10ª legislatura (1983 — 1987) e na 11ª legislatura (1987 — 1991), como suplente convocado, eleito pelo Partido Democrático Social (PDS).
Em 1990 renunciou ao mandato de deputado estadual para tomar posse como conselheiro do Tribunal de Contas de Santa Catarina.
Entre 1991 e 1992 foi professor colaborador da ESAG (Escola Superior de Administração e Gerência), parte integrante da UDESC (Universidade para o Desenvolvimento de Santa Catarina).
É membro do Instituto Histórico e Geográfico de Santa Catarina. Desde 1992 é o titular da cadeira 38 da Academia Catarinense de Letras.
Como escritor, além de colaborar com diversos jornais e revistas e participar em antologias e coletâneas, publicou várias obras e trabalhos, destacando-se: A Educação em Debate (1976), O Povo no Poder (1977), Considerações sobre a Reforma Tributária (1983), O Velho da Praia Vermelha e Outros Contos (1993), obra que serviu de base para o curta-metragem “Perto do Mar”, do cineasta Zeca Pires, lançado em fins de 2002, Uma Viagem a Hessen (1996), Retratos de Santa Catarina (1998), Corrupção Endêmica – Os Tribunais de Contas e o Combate à Corrupção (2000) e Ética, Governo e Sociedade (2003)
Foi conselheiro do Tribunal de Contas de Santa Catarina, tendo se aposentado em junho de 2014. Foi presidente da Academia Catarinense de Letras, de 2014 a 2018.

## Publicações
- A Educação em Debate, 1976
- O Povo no Poder 1977
- Considerações sobre a Reforma Tributária,1983
- O Velho da Praia Vermelha e Outros Contos, 1993
- Uma Viagem a Hessen, 1996
- Retratos de Santa Catarina, 1998
- Corrupção Endêmica – Os Tribunais de Contas e o Combate à Corrupção, 2000
- Ética, Governo e Sociedade, 2003.